# Austin Maxi
De Austin Maxi (fabrieksaanduiding BMC ADO14) was een vijfdeurs middenklasse personenauto, ontwikkeld door de British Motor Corporation (BMC) en gebouwd door de British Leyland Motor Corporation (BLMC) van 1969 tot 1981. Vanaf 1977 kwam de naam Austin te vervallen en werd het model aangeboden als Leyland Maxi of kortweg Maxi.

## Geschiedenis
De Maxi verving de Austin A60 Cambridge en was het laatste ontwerp van Alec Issigonis, de schepper van de Mini. Leverbaar waren motorvarianten tussen 1485 en 1748 cc met 54 tot 68 kW vermogen. De 1748 cc-motor was de eerste nieuwe motorontwikkeling van BLMC sinds 1954.
De Maxi was een zeer ruime hatchback maar de vormgeving was vanwege de ongunstige verhoudingen niet bijzonder aantrekkelijk. Vooral de deuren, die werden overgenomen van de grotere Austin 1800 Balanza, droegen daar aan bij. Bovendien was de auto niet voldoende krachtig gemotoriseerd met de aanvankelijk alleen leverbare 1500-motor. De schakeling was gedurende de eerste productiejaren ook zeer onnauwkeurig. Het model werd nooit uitgerust met extra comfort om concurrentie met de gelijkwaardige maar in het modelprogramma hoger gepositioneerde Austin 1800/2200 te vermijden en bovendien was de Maxi erg onbetrouwbaar. Al met al was de Maxi een mislukking en kenmerkend voor het verval van de Britse auto-industrie.
Eind 1979 werd de productie van de Maxi 1500 stopgezet en medio 1980 werd de Maxi 2 geïntroduceerd met wijzigingen waaronder nieuwe bumpers met geïntegreerde richtingaanwijzers (voor) en achteruitrijlichten (achter), nieuwe zijknipperlichten en grote kunststof wieldoppen. Binnenin waren de randen van het instrumentarium voortaan matzwart en de schakelapparatuur was herzien, de koplampschakelaar zat nu aan de stuurkolom en er was een chokewaarschuwingslampje.
Uiteindelijk werden relatief kleine aantallen (472.098 exemplaren) van de Maxi gebouwd, op 8 juli 1981 kwam de twaalfjarige productieperiode ten einde en liep de laatste Maxi 2 van de band. Zijn plaats op de productielijn in Oxford werd ingenomen door de nieuwe Triumph Acclaim.
De werkelijke opvolger van de Maxi, de Austin Maestro die ook de kleinere Allegro verving, werd in maart 1983 geïntroduceerd. Kort na het einde van de Maxi kwam British Leyland aan de vraag naar een grotere hatchback tegemoet door de Princess te vernieuwen en de naam te wijzigen in Austin Ambassador. Dit kortlevende model bleef slechts tot 1984 in productie, toen de Austin Montego werd gelanceerd waarmee de rationalisatie van British Leyland werd voltooid. Het concern had nu slechts één model in dit marktsegment, vijf jaar na het aanbieden van vier vergelijkbare auto's.

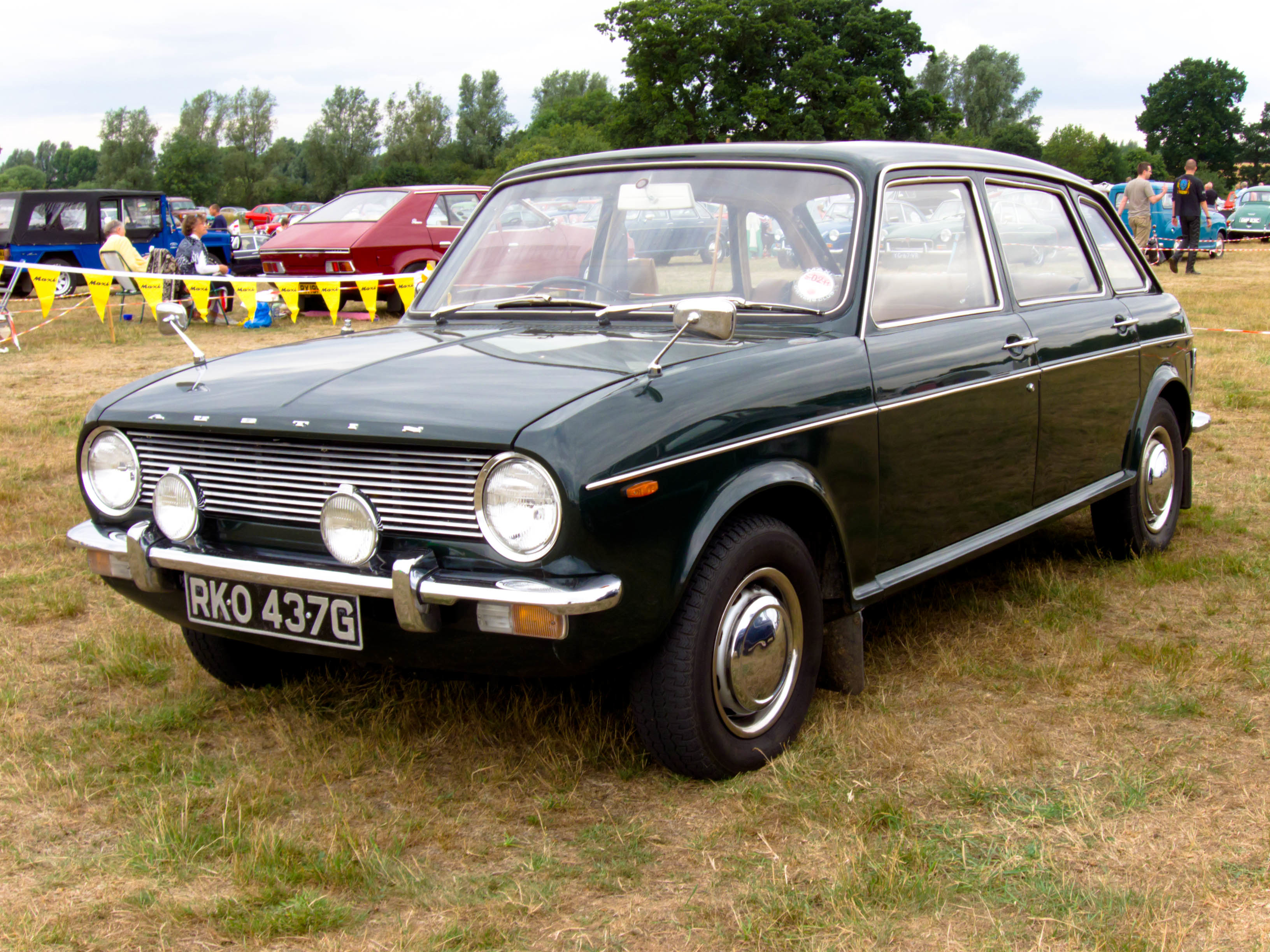
Austin Maxi (vroege versie)
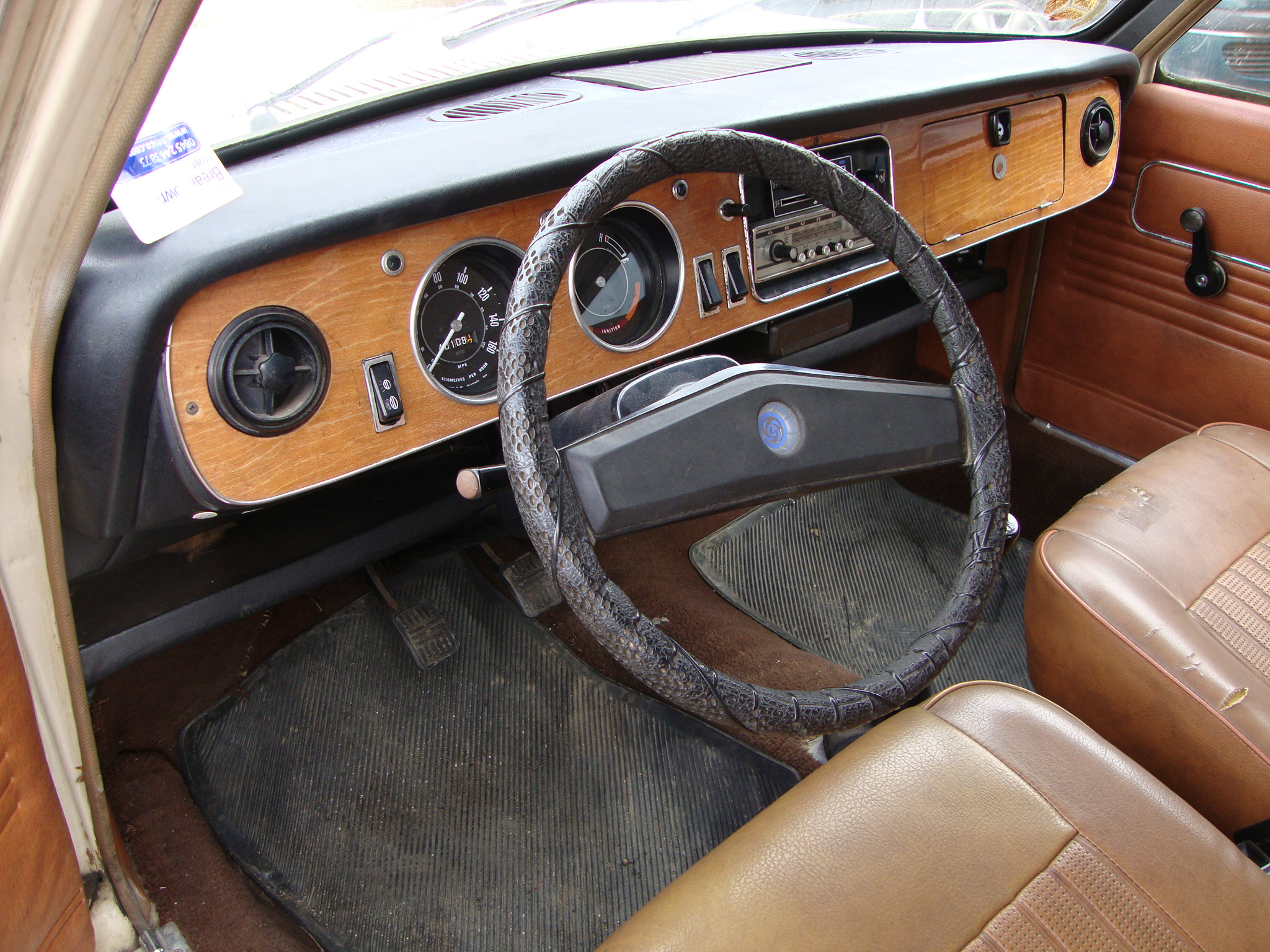
Dashboard Austin Maxi 1750 (1971)
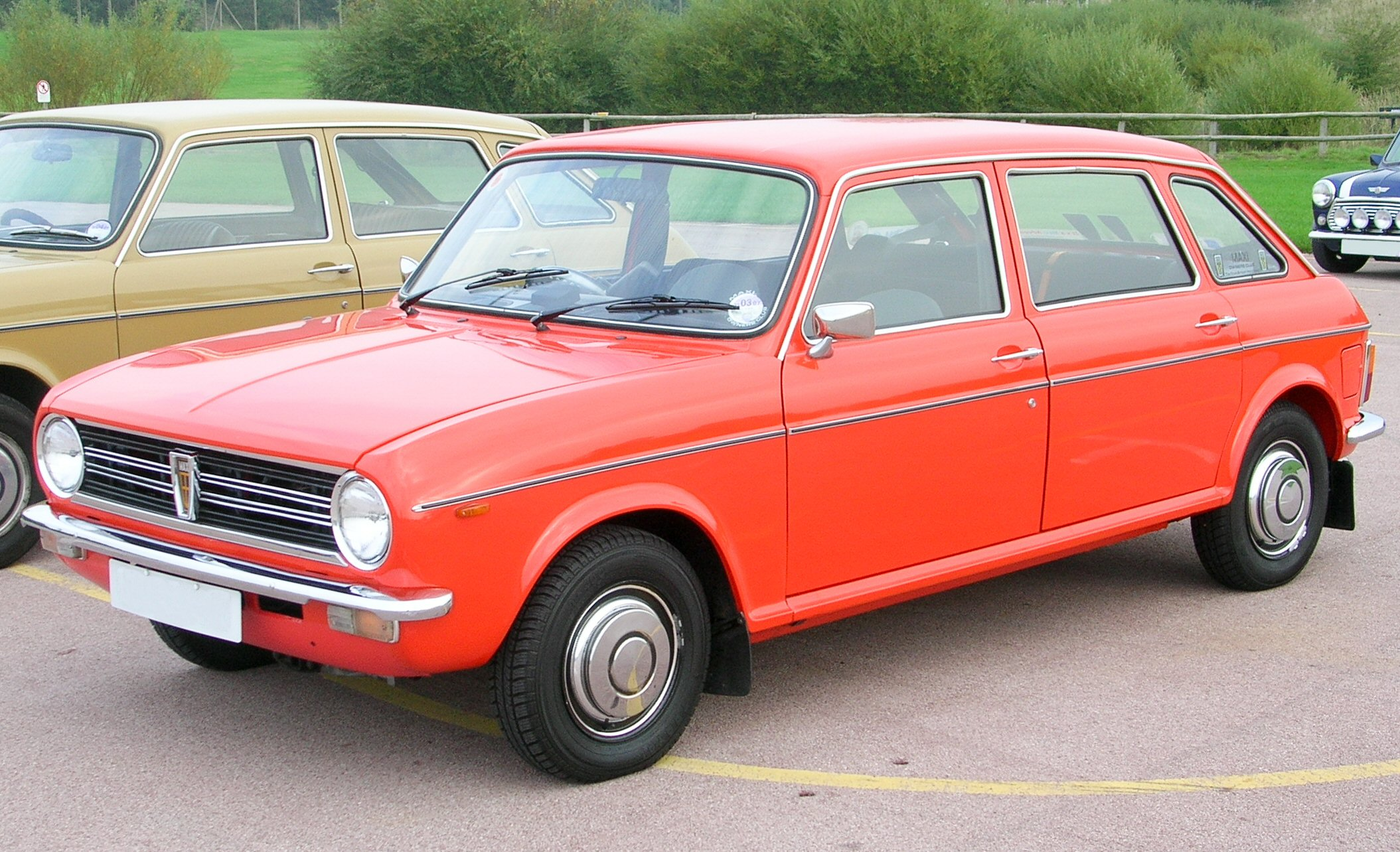
Maxi L (1980)
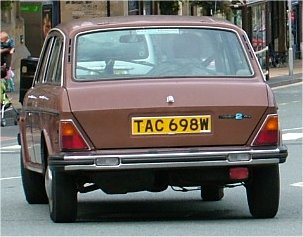
Achteraanzicht Maxi 2 L (1980)
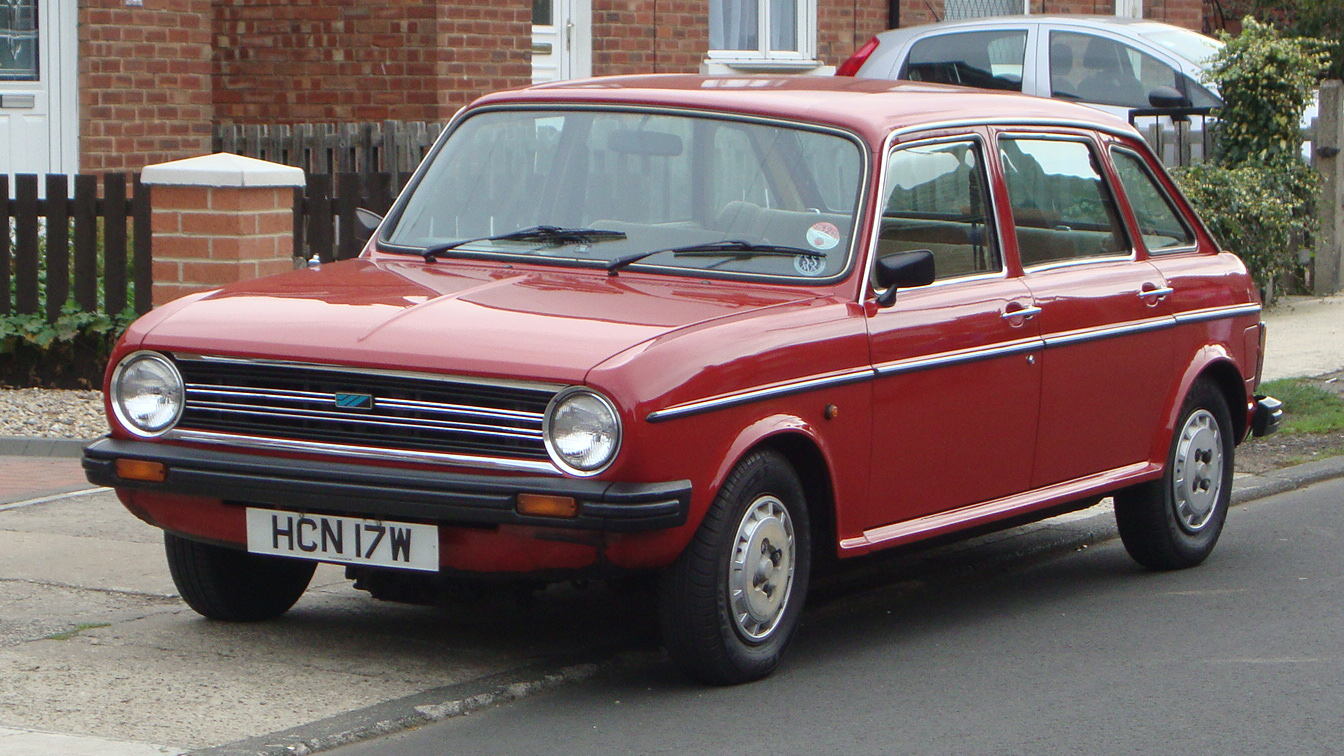
Maxi 2 HL (1981)